# 望京祈祷所
望京祈祷所，位于北京市朝阳区望京街道，隶属天主教北京教区。

## 简介
望京祈祷所是2010年代天主教北京教区新建的祈祷所。建成后一直没有安排主任司铎。2016年3月30日天主教北京教区神父聚会，李山主教宣布神职人员调动事宜，由王学群神父兼任望京祈祷所主任司铎，他也是望京祈祷所首位主任司铎，望京祈祷所由此成为独立堂区。

## 主任司铎
- 王学群神父（2016年3月—，西什库堂区副主任司铎兼）[1]